# Johannes Liku Ada’

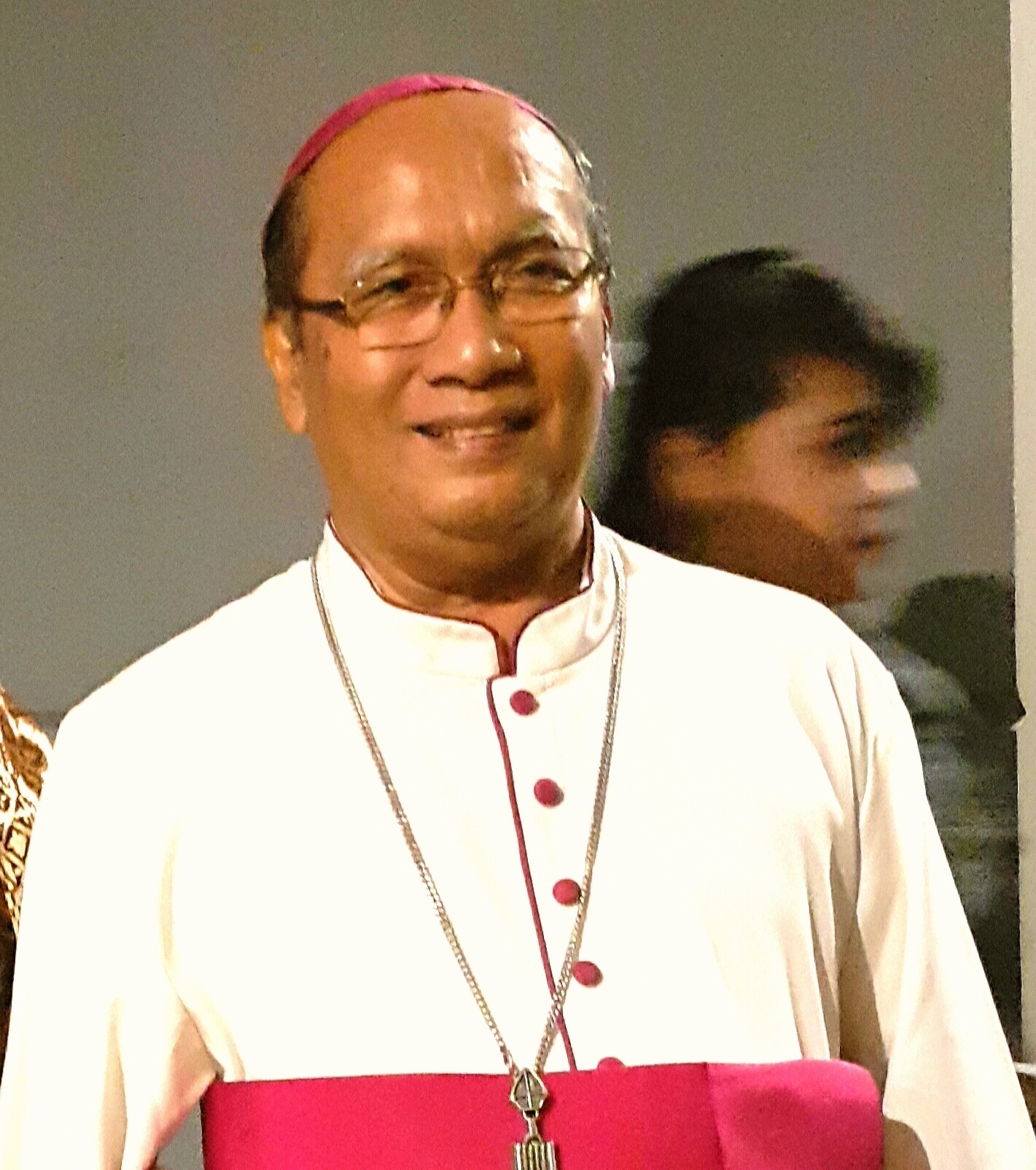
Johannes Liku Ada’, 2017

Johannes Liku Ada’ (* 22. Dezember 1948 in Salu Allo) ist ein indonesischer römisch-katholischer Geistlicher und emeritierter Erzbischof von Makassar.

## Leben
Johannes Liku Ada’ empfing am 21. Januar 1975 die Priesterweihe für das Erzbistum Ujung Pandang.
Papst Johannes Paul II. ernannte ihn am 11. Oktober 1991 zum Titularbischof von Amantia und zum Weihbischof in Ujung Pandang. Der Erzbischof von Ujung Pandang, Franciscus van Roessel CICM, spendete ihm am 2. Februar des folgenden Jahres die Bischofsweihe; Mitkonsekratoren waren der Erzbischof von Semarang, Julius Riyadi Kardinal Darmaatmadja SJ, und der Bischof von Manado, Joseph Theodorus Suwatan MSC.
Am 11. November 1994 wurde er zum Erzbischof von Ujung Pandang ernannt. Seit der Umbenennung des Erzbistums im Jahr 2000 war er Erzbischof von Makassar.
Papst Franziskus nahm am 17. Oktober 2024 seinen altersbedingten Rücktritt an.